# Свенссон, Андерс (вратарь)
Андерс Свенссон (род. 11 июля 1975 года) — шведский хоккеист с мячом, вратарь, чемпион мира.

## Карьера
Один из лучших вратарей мира. Неоднократный победитель чемпионата Швеции, чемпионата мира, кубка мира по хоккею с мячом.
В сезоне 2015/2016 будет защищать ворота команды «Водник».
Хладнокровный и уверенный в себе, отличается быстротой реакции, владением хорошей вратарской техникой, умело действует при выходах соперников один на один. Профессионально относится к требованиям учебно-тренировочного процесса, что позволяет ему выступать на высоком уровне.

## Достижения
– Чемпионат мира - 2005, 2009, 2010, 2012 

 – Чемпионат мира - 2006, 2007, 2008, 2013, 2014 

 – Чемпионат мира - 2011 

 – Чемпионат Швеции - 2004, 2005, 2006, 2007, 2008, 2017